# Amal McCaskill
Amal Omari McCaskill (Maywood, 28 ottobre 1973) è un ex cestista statunitense, professionista nella NBA, in Europa, Asia e Sudamerica.

## Carriera
È stato selezionato dagli Orlando Magic al secondo giro del Draft NBA 1996 (49ª scelta assoluta).